# Koh Nheaek
Koh Nheaek o Kaoh Nheaek es uno de los cinco distritos que forman la provincia camboyana de Mondol Kirí, con una población estimada en marzo de 2008 de 15 209 habitantes. Está dividido en las siguientes  comunas (khum), que se muestran asimismo con población estimada de 2008:
- Nang Khi Loek 3,009
- Ou Buon Leu 1,548
- Roya 1,986
- Sokh Sant 2,381
- Srae Huy 1,531
- Srae Sangkom 4,754[1]